# Vilde Jonassen
Vilde Jonassen (født 1. september 1992 i Kristiansand, Norge) er en norsk håndboldspiller, som spiller i Vipers Kristiansand og Norges B-kvindehåndboldlandshold.